# Plectosphaera rhytismophila
Plectosphaera rhytismophila är en svampart som först beskrevs av Rehm, och fick sitt nu gällande namn av Arx & E. Müll. 1954. Plectosphaera rhytismophila ingår i släktet Plectosphaera och familjen Phyllachoraceae.   Inga underarter finns listade i Catalogue of Life.